# قضیه تا و برش
قضیه تا و برش می‌گوید هر شکل با کناره‌های صاف را می‌توان با تعدادی تای مسطح و یک برش مستقیم از یک برگ کاغذ درآورد. این شکل‌ها شامل چندضلعی‌های محدب و غیر محدب و اشکال سوراخ‌دار یا ترکیب این‌ها با هم می‌شوند (یعنی شکل‌ها لزومی ندارد به‌هم‌پیوسته باشند).
مسئله‌ای که این قضیه آن را حل کرده‌است، مسئله‌ای تحت عنوان مسئلهٔ تا و یک برش است که می‌پرسد چه شکل‌هایی را می‌توان به روش تا و یک برش از کاغذ درآورد. مثال خاصی از این مسئله می‌پرسد که چگونه یک شکل خاص را با روش تا و یک برش بدست آورد.

## تاریخچه
اولین توصیف از یک مسئلهٔ تا و یک برش در کتاب Wakoku Chiyekurabe (مسابقات ریاضی) در سال ۱۷۲۱ توسط کن‌چوسن در ژاپن منتشر شد.
در سال ۱۸۷۳ مقاله‌ای در ماهنامه جدید هارپر توضیح می‌دهد که احتمالاً بتسی راس [انگلیسی|Betsy Ross] پیشنهاد داده‌است که ستاره‌های روی پرچم آمریکا پنج‌پر باشند، چون این شکل را به راحتی می‌توان به روش تا و یک برش بدست آورد.
قضیه توسط سه محقق، که اریک دیمین en:Erik Demaine هم میان آن‌ها بود، اثباتی که آن‌ها ارائه دادند کامل نبود و همه اشکال را پوشش نمی‌داد. در واقع این اثبات تقریباً همهٔ شکل‌ها را پوشش می‌داد. بعداً اریک دیمین با سه محقق دیگر اثبات متفاوتی ارائه دادند که همهٔ شکل‌ها را شامل می‌شد ولی یک ایراد دیگر در اثبات وجود داشت. در حال حاضر این اثبات دو بار به‌طور مستقل اصلاح و قضیه دوباره بازیابی شده‌است.

## راه‌حل

fold and one cut theory. growing and shrinking the shape to find Straight skeleton.Perpendiculars added

در این‌جا به اثباتی می‌پردازیم که تقریباً همه شکل‌ها را پوشش می‌دهد. ساختار کار یک شبکه از خطوط به نام اسکلت مستقیم است. اسکلت مستقیم به این شکل به دست می‌آید که اضلاع شکل را با نرخ ثابتی به موازات خودش به سمت داخل و خارج شکل حرکت می‌دهیم (به این کار انقباض و انبساط شکل می‌گوییم) از به هم متصل کردن گوشه‌های شکل‌های منبسط و منقبض شده اسکلت مستقیم بدست می‌آید. شکل روبرو روش به دست آوردن اسکلت مستقیم برای مستطیل را نشان می‌دهد.
در حالت کلی، دو ابزار اصلی برای اثبات داریم: ۱- اسکلت مستقیم را بدست آوریم. ۲-از رئوس اسکلت مستقیم خطوط عمودی به اضلاع شکل رسم کنیم. خواهیم دید که همه خطوط عمودی که می‌کشیم به کار نمی‌آیند، ولی این از جزئیاتی است که در این متن به آن پرداخته نمی‌شود.
این روش شاید برای مستطیل یا مثلث بدیهی به نظر برسد، ولی برای شکل‌های با فرورفتگی یا تقعر چندان واضح نیست. در شکل بعدی می‌توانید اسکلت مستقیم و خطوط عمود کشیده شده برای یک شکل با تقعر را ببینید.

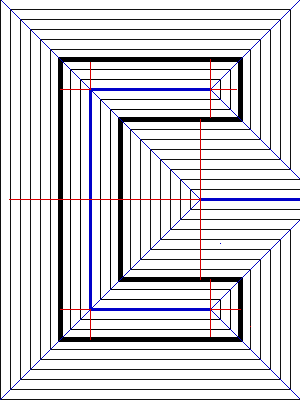
C fold and cut